# Жинвали
Жинвали (груз. ჟინვალი) — посёлок городского типа в Грузии. Относится к Душетскому муниципалитету в крае Мцхета-Мтианети. Расположен на реке Арагви, в 50 километрах к северу от Тбилиси. В районе Жинвали располагается Жинвальская ГЭС мощностью 130 мегаватт.
Название Жинвали в грузинской изопсефии имеет значение 197.